# 绞刑架上的喜鹊
《绞刑架上的喜鹊》（德語：Die Elster auf dem Galgen）是佛兰芒文艺复兴艺术家老彼得·勃鲁盖尔于1568年所作的一幅油彩木板画。
这幅画的内容是在一片林间空地上，有三个农民对着一支风笛跳舞，旁边是一座绞刑架，上面站着一只喜鹊。绞刑架矗立在画面中心，将画作分成两个部分。整体画风为风格主义，左侧更“开放”，右侧更“封闭”，喜鹊接近画面正中位置。绞刑架似乎形成一个类似潘洛斯三角的“不可能物体”，其支柱底端看似并排，但横梁右侧却退至远处，且光照也有矛盾之处。
另一只喜鹊坐在绞刑架底端的一块石头上，旁边是一块动物头骨。唯一的人物在左侧前景上：一个男人在左边的阴影里排便，其他人则在观看三人跳舞。右侧是一个十字架，后面是一架水车。画面背景延展至一处山谷，山谷左边有一座小镇，上方是岩石峭壁，山谷右边的岩石上有一座塔，以及远处的山丘和上方的天空。舞者后面是一片相互交错的树木，这一主题勃鲁盖尔在另一幅描绘熊在树林里玩耍的早年画作里已经用过了。纵深的印象是由主导前景的浓密棕色色调、中间距离的绿色色调和背景的淡蓝和灰色色调呈现出来的。
勃鲁盖尔的画是在第三代阿尔瓦公爵费尔南多·阿尔瓦雷斯·德·托莱多受西班牙国王费利佩二世派遣至荷兰镇压荷兰叛乱的第二年完成的。绞刑架可能代表那些宣扬新教教义的人被行刑的事件，而整幅画则可能暗示了几条尼德兰箴言。其中比较直接的一条是在绞刑架上跳舞或排便，意为对国家的嘲讽。此外画面还隐含了喜鹊爱嚼舌根、风言风语招致绞刑。通过绞刑架的道路经过一处宜人的草地。
这幅画是为何而作，为何人而作，皆不得而知。其完成掉分1968使之成为勃鲁盖尔于1569年去世之前的最后作品之一；确切地说，也或许是其最后的作品。勃鲁盖尔吩咐妻子在他死后烧毁了一部分画作，但却叮嘱她把《绞刑架上的喜鹊》自己留下。该画现在保存于达姆施塔特的黑森州立博物馆。

## 请另参阅
- 尼德兰箴言
- 盲人引领盲人

## 延伸阅读
- Orenstein, Nadine M., ed. . The Metropolitan Museum of Art. 2001  [2016-07-09]. ISBN 9780870999901. （原始内容存档于2016-08-31）. (fig. 7)